# Carlos Hevia
Carlos Hevia y de los Reyes-Gavilan (21 tháng 3 năm 1900 – 2 tháng 4 năm 1964) là chính khách người Cuba và là Quyền Tổng thống Cuba tại vị chưa đầy ba ngày từ 5 giờ chiều thứ Hai ngày 15 tháng 1 cho đến 1 giờ 20 phút sáng thứ Năm ngày 18 tháng 1 năm 1934.

## Tiểu sử

### Thân thế
Hevia từng là bác sĩ phẫu thuật và cũng là công dân Cuba đầu tiên tốt nghiệp Học viện Hải quân Hoa Kỳ tại Annapolis, với tư cách là thành viên của niên khóa 1920.

### Nhiệm kỳ tổng thống
Hevia đang là Bộ trưởng Bộ Nông nghiệp khi bạo loạn nổ ra ở Havana nhằm phản đối Tổng thống Ramón Grau. Chính quyền yêu cầu Grau từ chức và bổ nhiệm Hevia làm tân tổng thống dù sự lựa chọn này không được lòng giới quân sự. Hevia ban đầu từ chối sau khi nghe phản ứng của đám đông. Tới lúc 100 binh lính đến từ Trại Columbia đảm nhận nhiệm vụ bảo vệ dinh tổng thống, Hevia mới đồng ý nhận chức vào lúc 5 giờ chiều ngày thứ Hai.  Hevia đã gặp đối thủ của Batista là nhà lãnh đạo công đoàn Carlos Mendieta vào đầu giờ sáng thứ Ba. Với hy vọng nhận được sự tán thành của Menideta, Hevia đã ra đi thay vì lời cam kết trung lập của Mendieta. Hevia được cha vợ, Tiến sĩ Juan Federico Edelmann, đồng thời là Chánh án Tòa án Tối cao Cuba giúp thực hiện lễ tuyên thệ nhậm chức vào ngày thứ Ba và 21 phát súng chào mừng từ các khẩu đại bác của Pháo đài Cabanas sau lễ tuyên thệ. Trong lúc đó, các tổ chức lao động lên kế hoạch đình công trên toàn quốc. Ngày thứ Tư, Hevia đã không thể ngăn chặn kế hoạch tuần hành của Liên minh Quốc gia và quyết định từ chức vào tối hôm đó. Khoảng 40 giờ sau khi chính thức nhậm chức, Hevia từ chức vào sáng sớm ngày thứ Năm để ủng hộ Mendieta. Ông rời dinh tổng thống vào lúc 2 giờ 15 phút sáng và nói: "Tôi về ruộng mía của mình để chặt mía". Người lên thay thế ông là Manuel Márquez Sterling.

### Sau khi từ chức
Hevia về sau đã dứt bỏ Batista và trở thành một chính khách quan trọng trong đảng Autentico. Ông giữ chức Bộ trưởng Bộ Ngoại giao Cuba từ năm 1948 đến năm 1950, dưới thời chính quyền Carlos Prío Socarrás. Hevia được chọn làm ứng cử viên tổng thống Autentico cho cuộc bầu cử năm 1952. Tuy nhiên, cuộc bầu cử này mà đối thủ chính của Hevia là Roberto Agramonte và Fulgencio Batista đã bị hủy bỏ kể từ khi Batista lên nắm quyền trong một cuộc đảo chính quân sự.
Hevia đành chọn sang Mỹ sống lưu vong và vào đầu thập niên 1960 là thành viên của các nhóm phản đối Fidel Castro, kẻ lật đổ Batista vào năm 1959.

## Đời tư
Ông là trưởng nam trong số sáu người con của luật sư Aurelio Hevia y Alcalde và Sara de los Reyes-Gavilán y de la Guardia. Ông kết hôn với Elisa Edelmann y Ponce và họ có hai người con tên là Aurelio Carlos và Margarita Hevia-Edelmann. Từ ngày sang Mỹ, Hevia chọn cách mưu sinh qua công việc điều hành một "học viện hải quân tư nhân" ở Miami cho đến lúc chết vì một cơn đau tim vào ngày 2 tháng 4 năm 1964.